# Красный Восток (Тетюшский район)
 Красный Восток  — деревня в Тетюшском районе Татарстана. Входит в состав Киртелинского сельского поселения.

## География
Находится в юго-западной части Татарстана на расстоянии приблизительно 37 км на юг-юго-запад по прямой от районного центра города Тетюши.

## История
Основана в 1920-х годах.

## Население
Постоянных жителей насчитывалось в 1938 году — 118, в 1958—112, в 1970—117, в 1979 — 99, в 1989 — 54. Постоянное население составляло 24 человека (мордва 100 %) в 2002 году, 11 в 2010, 2 в 2023.